# Рудаков, Владимир Петрович
Владимир Петрович Рудако́в (род. 13 мая 1949 года) — советский футболист, защитник.

## Биография
Воспитанник калининского футбола. В соревнованиях мастеров начал выступать в 24-летнем возрасте, первый матч в составе местной «Волги» сыграл 23 сентября 1971 года против белгородского «Салюта». В первом сезоне вышел на поле только один раз, но со временем стал основным защитником команды. В 1977, 1980 и 1985 годах был капитаном «Волги». В 1981—1982 годах не выступал в соревнованиях мастеров, но в 1983 году вернулся в «Волгу» и отыграл ещё три сезона.
Всего за 13 сезонов в составе калининской «Волги» сыграл 371 матч и забил семь голов. По состоянию на 2017 год занимает третье место в истории клуба по числу сыгранных матчей.